# 小椋佳〜このひと このうた このドラマ
『小椋佳〜このひと このうた このドラマ』（おぐらけい このひと このうた このドラマ）は、ニッポン放送で2005年10月7日から2009年9月14日まで放送していたトーク番組である。

## 概要
毎回スタジオに音楽関係者をはじめとする各界著名人を招き、彼らの人生・趣味・素顔に迫っていた番組。パーソナリティはかつてニッポン放送の『小椋佳の夢中・真っ最中』（2000年4月 - 2001年9月）を担当していた小椋佳が、アシスタントはニッポン放送アナウンサーの増山さやかが務めていた。
ナイターオフの時期限定ではあるが、山形放送、茨城放送、栃木放送、ラジオ沖縄でも放送されていたことがある。

## 出演者

### パーソナリティ
- 小椋佳

### アシスタント
- 増山さやか（ニッポン放送アナウンサー）

## 放送時間
いずれも日本標準時で、ニッポン放送での放送時間である。プロ野球ナイター中継『ニッポン放送ショウアップナイター』の編成に影響を受けていた番組の1つであり、毎年春と秋の改編ごとに放送時間を変更させられていた。

### ナイターオフ
- 金曜 20:00 - 20:30 （2005年度 - 2007年度）
- 金曜 21:00 - 21:30 （2008年度）

### ナイターシーズン
- 月曜 21:40 - 22:00 （2006年4月 - 2006年9月）
- 月曜 20:20 - 20:40 （2007年4月 - 2007年9月）
- 月曜 21:00 - 21:20 （2008年3月31日 - 2008年9月8日）
- 月曜 21:20 - 21:50 （2009年4月6日 - 2009年9月14日）